# Jean Webster
Jean Webster, właśc. Alice Jane Chandler Webster (ur. 24 lipca 1876 we Fredonii, zm. 11 czerwca 1916 w Nowym Jorku) – amerykańska pisarka, znana przede wszystkim dzięki powieści epistolarnej Tajemniczy opiekun oraz jej kontynuacji – Kochany Wrogu. Jej matka, Annie Moffet Webster, była siostrzenicą Marka Twaina, ojciec zaś, Charles Luther Webster – jego wydawcą.

## Wybrana twórczość
- 1905 Wheat Princess
- 1907 Jerry Junior
- 1908 Four-Pools Mystery
- 1909 Much Ado About Peter

### Seria o Patty
- 1911 To właśnie Patty (wznowienia: Patty, Niesforna Patty)
- 1903 Wesołe kolegium (wznowienie: Patty i Priscilla)

### Seria o Agacie Abbot
- 1912 Tajemniczy opiekun
- 1915 Kochany Wrogu

## Strony zewnętrzne
- Wersje angielskie powieści na Project Gutenberg
- Artykuł biograficzny
- Jean Webster – dzieła w bibliotece Polona